# سیارک ۵۳۹۹
سیارک ۵۳۹۹ (به انگلیسی: 5399 Awa، نامگذاری:1989BT) پنج هزار و سیصد و نود و نهمین سیارک کشف شده‌است که در ۲۹ ژانویه ۱۹۸۹ کشف شد.
قدر مطلق سیارک برابر ۱۱٫۹۰ است.